# Раковсково
Ракóвсково е село в Източна България. То се намира в община Несебър, област Бургас. През 2021 г. е включено в общ референдум за преминаване към нова община Обзор. По-голямата част от участниците в него от селото гласуват за, но други 4 села са против, оспорват вота и организират протести и контрареферендум с резултат оставане в община Несебър.  Новата община не е утвърдена с президентски указ. 

## География
Селото се намира на 13 km от Обзор, на 43 km от общинския център Несебър и на 58 km от областния център Бургас.

## История
Старото име на селото е Кору дере.
Според съществуващите предания селото е създадено през ХІХ век. Тогава било сключено споразумение с турската власт да се заселят на българска територия черкези от Кавказ. Те си построили къщи на характерни за времето от кирпич и дърво и покрити със слама на 1,5km южно от селото. Поминъкът им бил земеделие и животновъдство. Занимавали се обаче и с кражби и плячкосване на добитъка на местното население.
Когато черкезите разбрали за настъплението на руските войски в региона по време на Руско-турската война, те се преселили в Турция, изоставяйки имотите и имуществото си. Днес тази местност се нарича „Черкезкото село“. През този период на път от село Голица за Месемврия, Неделчо Иванов видял обезлюденото Курудере и решил да се засели в него. Така той станал първия български заселник. Последвали го и други. След края на Руско-турската война някои територии останали неосвободени. Така започнало преселването на хора от странджанското Граматиково в Корудере. Втората вълна била през 1903, след потушаването на Илинденско-Преображенското въстание. И трета вълна със заселници от 1913 година. С тези три заселнически вълни селото окончателно се побългарило. Построили се каменни къщи, изградили се църква и училище. Всичко това съдействало за налагане на българската духовност. Заселниците били трудолюбиви и будни хора.
През 1931 година селото се измества извън дерето, приет е градоустройствен план с прави улици, изградени са нови къщи. Започва да работи Държавно горско стопанство, което осигурява поминъка на по-голямата част от жителите на селото. С доброволен труд са изградени кметство, магазин и читалище. Селото бива преименувано на името на идеолога на българското национално освободително движение Г. С. Раковски и вече се казва Раковсково.
В землището на селото се откриват средновековни български монети. През 1990 г. там са намерени две сребърни монети от времето на Иван Александър и сина му Михаил.

## Население

### Етнически състав
Преброяване на населението през 2011 г.
Численост и дял на етническите групи според преброяването на населението през 2011 г.:
|                     | Численост |
| Общо                | 104       |
| Българи             | 73        |
| Турци               | -         |
| Цигани              | 16        |
| Други               | -         |
| Не се самоопределят | -         |
| Неотговорили        | 15        |

## Културни и природни забележителности
- Златьова чешма – намира се на около 5 km от населеното място. Има целогодишно течаща вода и е много подходящо за излети сред природата.